# 쿠두루
쿠두루(Kuduro)는 1980년대 앙골라에서 발생한 음악, 춤이다. 빠른 템포에, 활기차고, 춤추기에 알맞은 특성이 있다. 프로듀서들이 빠른 4/4 박자로 카리브해의 주크, 소카와 같은 전통적인 축제음악과 앙골라의 셈바를 샘플링하면서 시작됐다. 가사는 보통 포르투갈어로 되어 있다.